# Рытов, Андрей Герасимович
Андрей Герасимович Рытов (1907—1967) — советский военный политработник. Генерал-полковник авиации (1961).

## Биография
Родился 7 августа 1907 года в деревне Хрущево (ныне Старожиловского района Рязанской области). Окончил школу крестьянской молодёжи (1925). Член ВКП(б) с 1932 года.
С 1929 года на военной службе в Красной Армии. Находился на военно-политической работе — ответственный секретарь партийного бюро полка, политрук пулемётной роты 86-го Краснознамённого стрелкового полка 29-й стрелковой дивизии, инструктор политотдела этой дивизии. Затем был переведён в ВВС РККА.  В 1937—1938 годах участвовал в национально-освободительной войне в Китае: военный комиссар группы советских лётчиков. Награждён орденами Красного Знамени и Красной Звезды. С 1939 года — комиссар 14-й авиационной бригады в Ленинградском военном округе (Псков). В советско-финской войне — военный комиссар ВВС 8-й армии.
С 1940 года — военный комиссар 6-й смешанной авиационной дивизии Прибалтийского военного округа (управление дивизии — г. Рига).
Участник Великой Отечественной войны в этой же должности, участвовал в Прибалтийской оборонительной операции. С августа 1941 года — военный комиссар ВВС 11-й армии Северо-Западного фронта. Осенью 1941 года назначен на должность военного комиссара ВВС 57-й отдельной армии, которая в то время формировалась в Сталинградском военном округе. В январе 1942 года армия была передана на Южный фронт и участвовала в Барвенково-Лозовской наступательной операции. С марта 1942 года — комиссар 3-й ударной авиационной группы Резерва Верховного Главнокомандования, участвовавшей в Харьковском сражении. В июне 1942 года 3 УАГ была преобразована в 244-ю бомбардировочную авиационную дивизию 2-й воздушной армии, в которой Рытов продолжил службу также в должности комиссара. Дивизия участвовала в Воронежско-Ворошиловградской оборонительной операции. С октября 1942 года — начальник политотдела 3-го бомбардировочного авиационного корпуса, который начал формирование в Ярославле, а в январе 1943 года передан на Брянский фронт. Участвовал в Курской битве, Гомельско-Речицкой, Калинковичско-Мозырской операциях.
С 3 марта 1944 и до конца войны — заместитель командующего 8-й воздушной армии по политической части. На этой должности участвовал в Крымской, Львовско-Сандомирской, Восточно-Карпатской и Пражской наступательных операциях.
После войны продолжил службу на высших военно-политических должностях в ВВС. Служил начальником Управления политорганов ВВС Главного политического управления СА и ВМФ, с 1951 года — член Военного совета Войск ПВО. В 1953—1967 годах — начальник Политуправления — член Военного совета ВВС СССР.
Избирался депутатом Верховного Совета РСФСР 6-го и 7-го созывов.
Умер в июне 1967 года в Москве. Похоронен на Новодевичьем кладбище.

## Награды
- Орден Ленина (5.11.1954)
- Три ордена Красного Знамени (14.11.1938, 19.05.1940, 15.11.1950)
- Орден Богдана Хмельницкого 1-й степени (25.08.1944)
- Орден Суворова 2-й степени (23.05.1945)
- Орден Богдана Хмельницкого 2-й степени (16.05.1944)
- Орден Отечественной войны 1-й степени (29.07.1943)
- Два ордена Красной Звезды (8.03.1938, 3.11.1944)
- Ряд медалей СССР

Награды иностранных государств
- Орден «Крест Грюнвальда» II степени (Польша, 1946)
- Орден Белого льва «За победу» I степени (Чехословакия, 1946)
- Чехословацкий военный крест 1939 года (Чехословакия, 1945)
- Медаль «За храбрость» (Чехословакия, 1946)
- Медаль «20 лет Словацкому Национальному Восстанию» (Чехословакия, 1964)
- Дукельская памятная медаль (Чехословакия, 1946)
- Медаль «Победы и Свободы» (Польша, 1946)
- Медаль «Китайско-советская дружба» (КНР)

## Воинские звания
- батальонный комиссар (в 1938 г.)
- полковой комиссар (в июне 1941 г.)
- бригадный комиссар (08.10.1941)
- полковник (20.11.1942)
- генерал-майор авиации (Пост. СНК СССР № 543 от 16.05.1944)
- генерал-лейтенант авиации (Пост. СМ СССР № 1532 от 26.11.1956)
- генерал-полковник авиации (Пост. СМ СССР № 405 от 09.05.1961)

## Сочинения
- Рытов А. Г. Рыцари пятого океана. — М.: Воениздат, 1968.
- Рытов А. Г. Рыцари пятого океана / ред. Н. М. Борискин. — Изд. 2-е, доп. — М.: Воениздат, 1970. — 376 с. — (Военные мемуары).